# Transformice
《Transformice》是一个多人免费在线跨平台独立网页游戏，由法国设计师Melibellule和Tigrounette创作。Melibellule负责游戏的图像和人设，Tigrounette负责游戏的编程和服务器维护。游戏在2010年5月1日发布。

## 玩法和积分

老鼠们在一个由用户创建的地图内移动并找出拿到奶酪的方法。气泡表示一只老鼠掉出地图[死亡]。红心表示一只拿到奶酪的老鼠进洞。

游戏的目的是控制一只老鼠去收集收集可能被放置于地图任意位置的奶酪。玩家用方向键或WASD键控制游戏角色，也可以通过环境来进行墙跳（wall jumping）和角跳（corner jumping)。当你成为萨满时,还需要鼠标的辅助操作来放置物体。玩家控制的老鼠必须触碰到奶酪才能收集到它。之后，玩家要控制收集到奶酪的老鼠返回地图中的老鼠洞来完成这轮游戏。奶酪和老鼠洞的位置在不同的地图之间是不同的。玩家将被在時時更新的房间内的积分榜上奖励积分。前三名进洞的玩家将会获得额外的积分奖励。从Ver 0.168以后,在游戏中玩家掉出地图范围从被扣1分变为被奖励1分，用来鼓励无法完成地图的玩家自杀以加快游戏进度。同时，在一轮游戏开始后30秒内没有操作角色（AFK）时，角色将自动死亡并+1分。连续15分钟AFK将会被服务器自动踢下线以减轻服务器荷载。这里是积分奖励的规则
| 名次               | 基础奖励积分 | 额外奖励积分 | 该回合总分 |
| ------------------ | ------------ | ------------ | ---------- |
| 1st                | 10           | 6            | 16         |
| 2nd                | 10           | 4            | 14         |
| 3rd                | 10           | 2            | 12         |
| 4th及以后          | 10           | 0            | 10         |
| 游戏中掉出地图范围 | 0            | 1            | 1          |

收集奶酪的数量以及有关数据将会被记录进玩家的个人简介页面。在个人简介中,有单独的栏目写出玩家第一个完成游戏的次数。每张地图限时2分钟，部分模式除外。倒计时结束后，将会自动加载一张新的地图，地图也会在所有剩余的的玩家完成游戏后，或是所有玩家都死亡后切换。无论何时，当萨满死去后或是剩余老鼠数量过少时,倒计时将会变成20秒[部分模式除外]。
```
   如果对游戏还有其他疑问,可以前往
中文帮助页面
查看帮助!
```

### 萨满
当一个玩家在积分榜上取得最高成绩时，它将在下一张地图中成为一只萨满。萨满的任务是帮助其他老鼠取得奶酪并返回老鼠洞。如果他这么做，每一个进洞的老鼠将会奖励萨满一个“Save”，同样，这个也将显示在玩家的个人简介页面。萨满可以通过召唤物体如木板，箱子，气功，气球等建造建筑或其他物体如桥等用来通过间隙或到达其他地方。萨满可以'固定'木板或把木板和箱子连接到其他物体上，也可以用各种颜色的钉子进行连接。
| 钉子颜色 | 用途                                           | 可召唤出的物体         | 物体上该钉子数量上限 | 困難模式該釘子數量上限 | 神聖模式該釘子數量上限 | 召唤方法 |
| -------- | ---------------------------------------------- | ---------------------- | -------------------- | ---------------------- | ---------------------- | -------- |
| 红色     | 固定物体，物体不可绕该点旋转                   | 短/长木板              | ∞                    | 1(僅限於使用圖騰)      | 0                      | B键      |
| 黄色     | 连接物体，是最常用的钉子，保持物体稳定，可移动 | 大部分[炮弹，气球除外] | ∞                    | ∞                      | 0                      | C键      |
| 蓝色     | 连接两个物体，物体可绕该点旋转但是不固定       | 大部分[炮弹,气球,除外] | ∞                    | ∞                      | ∞                      | V键      |
| 綠色马达 | 该物体不同于钉子,在此不作介绍                  |                        |                      |                        |                        |          |

多按几次对应键位可以修改钉子在物体上的位置.还可以通过Z,X键改变物体角度.
- 选中一个物体后按一下空格再召唤物体,该物体将变"透明",即不会与老鼠碰撞.在释放前再按一下空格恢复正常

由于Transformice帮助已修改到一个单独的页面,现已变成英文.

### 圖騰
当一个玩家获得超过1000 saves 时,萨满的玩家可以选择“困难模式”。
在困难模式中，Shaman不能使用红色钉子来固定物体，同时也不能使用气功，一个可以将老鼠和可移动物体推开的一道闪光。
不过，困难模式中萨满可以召唤一个预先在游戏中创造的‘图腾’。
图腾在游戏内的一个特殊房间内建造.一个图腾最多只能由20个物体，包括钉子,组成。
但只能使用一个红色钉子用于固定。
一个已建成的图腾可以在困难模式召唤时瞬间完成建造，但是一张地图中只能放置一次图腾。
同时，图腾不能旋转，即使在释放前已经用鼠标旋转好羽毛了，或是看起来已经旋转好了。

### 技能树
技能树（Skill Tree）共有三个不同的分支,分别是御风,精神和机械系.
每个分支都有15个不同的技能.每次升级所获得的技能积分可以用来升级技能.
1点技能积分可以升级一个技能一次.不同的技能有不同的效果,但是只有当你是萨满时这些技能才会被激活.
如果不幸选错了技能,右下角有重置按钮,但是每重置一分技能积分会收取1个奶酪.
※注意,无论你想重置多少技能积分,重置系统都将会把你所有的技能积分重置.
玩家通过进洞和Saves可以获取经验值，当经验值达到一定值后即可升级，随着等级越高，升级所需经验值也越来越多。

### 其他
游戏中获得的奶酪将会被收集起来并可以在游戏中使用。玩家可以用这些奶酪在游戏中的商店为他们的老鼠来购买虚拟服饰。这些物品是虚拟的而且不会像疯狂松鼠一样给予额外的数据奖励。
- 现在,每周都会有一件物品在商店中打折出售

玩家通过游戏内的编辑器同样可以创造他们自己的地图。玩家创建的地图时创建者必须要完成一轮游戏，以确保这张地图可以被正常的完成。一旦通过测试，玩家可以选择用花费40奶酪来提交地图。游戏中的奖励系统会给玩家新的‘称号’。称号将会在玩家获得一定数量的奶酪后，获得了一定数量的第一后，拯救了一定数量的老鼠后或者是在商店购买了一定数量的物品后授予给玩家。
白目（Trolling）也是游戏的一部分，来自于游戏中的‘帮助/规则’ 菜单。玩家可以当白目，无论他是普通老鼠还是萨满。萨满们可以通过使用炮弹以及其他物体来杀死玩家。或是封堵老鼠洞，破坏建筑等的方法来烦人。普通老鼠则可以通过在地图上待很长的时间而不拿奶酪来拖延时间。普通老鼠也有可能把萨满没固定的物体或建筑推下地面。有些地图是有碰撞判定的，这时他们可以把其他的老鼠，包括萨满，推下去。不过，现在萨满在一张地图中有两次权力，可以将老鼠“冻”成冰块。不过冻成冰块的老鼠会与其他老鼠发生碰撞，且老鼠本身无法跨越冰块，且冰块极易被老鼠推动。在游戏途中使用可能会影响游戏的进行，而且有可能被萨满恶意使用。

## 开发
游戏由Melibellule（真实姓名是Mélanie Christin）和Tigrounette（真实姓名是 Jean-Baptiste Lemarchand）。两人在工作室见面并成为好朋友。冒出制作Transformice这个想法是他们打算合作制作一款游戏。Tigrounette以前有制作游戏的经验，然后希望Christin的艺术经验帮助他一起创作游戏。Christin很快的提出了小老鼠拿着奶酪跑回老鼠洞的想法。
在Transformice之前，Tigrounette曾经在2008年4月为另一个叫Aaaah!在线flash游戏工作过这个游戏是通过控制简笔画和人物通过映衬地图到达药店。这个游戏使用的游戏方法跟Transformice很相似，多个玩家为了同一个目标而竞争，同时有一个拥有最多点数的玩家被指定为‘向导’，可以通过画路的方法来帮助其他玩家达成目标。这个游戏也拥有一个地图编辑器。
在他们辞职之后，Christin和Lemarchand之后创立了他们的独立的游戏公司Atelier 801（801工作室）。

## 评价
这个游戏被Kotaku、Rock, Paper, Shotgun和PC Gamer评价过。这个游戏也在Mochi Media的flash游戏投票中获得2011年的玩家票选奖。这个游戏被2012年度独立游戏提名，也是2012年IndieDB上100佳独立游戏之一。